# Socket 563
Socket 563 — гнездовой разъём (англ. socket), предназначенный для мобильных процессоров AMD Athlon XP-M с пониженным энергопотреблением, выполненных в корпусе типа mPGA.

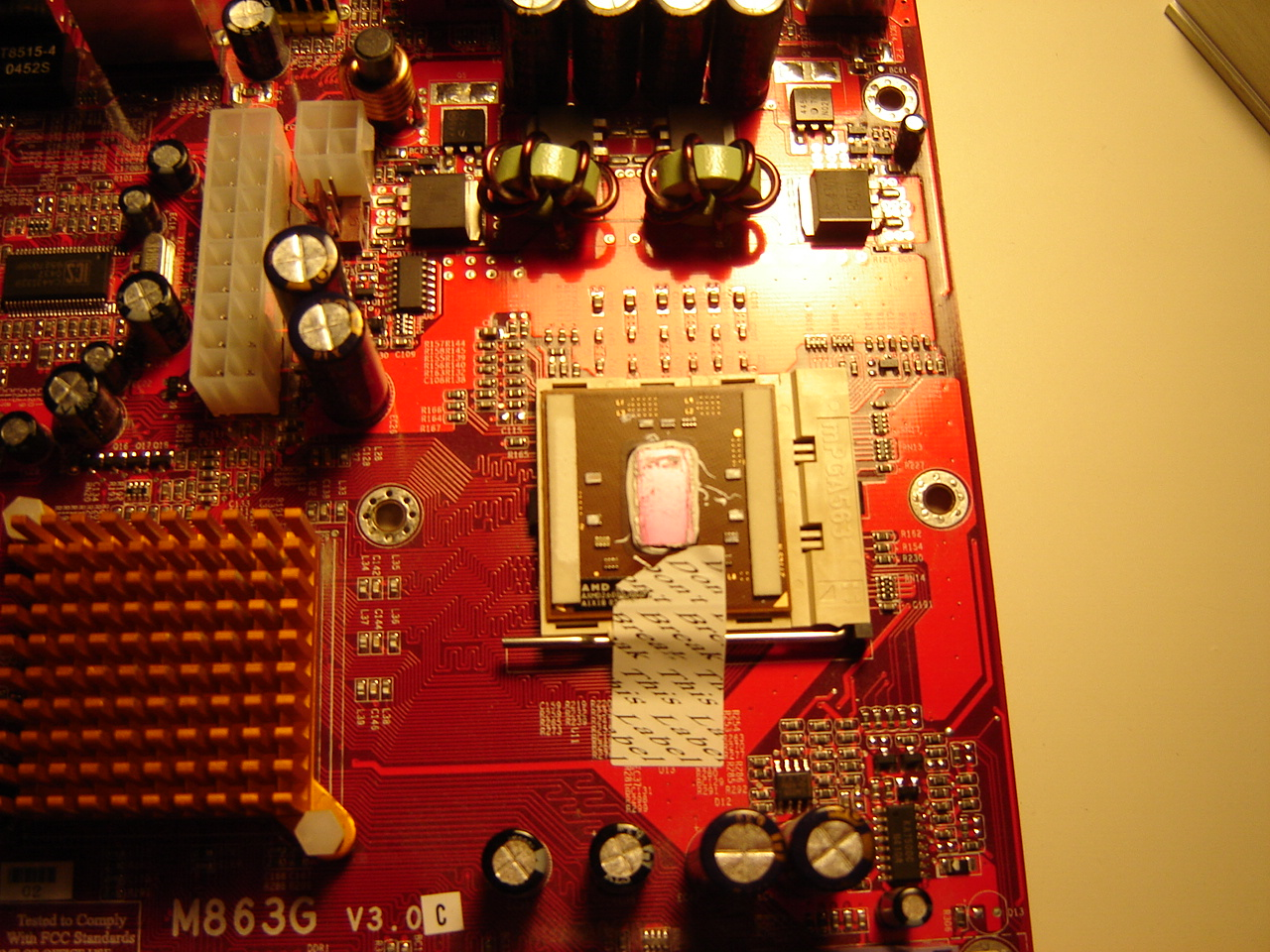
Athlon XP-M (Socket 563) и M863G

Socket 563 представляет собой низкопрофильный гнездовой разъём с 563 контактными отверстиями, расположенными в виде матрицы 24 х 24 (13 контактов используются в качестве ключа). Корпус процессоров Athlon XP-M, предназначенных для установки в Socket 563, имеет размер 33 х 33 мм. Фиксация процессора в разъёме осуществляется при помощи поворотного винта.
Несмотря на то, что процессоры Athlon XP-M в корпусе типа mPGA предназначены для мобильных компьютеров, существует системная плата с разъёмом Socket 563 для настольных компьютеров — PC Chips M863G. Фиксация процессора на M863G осуществляется при помощи рычага, характерного для разъёмов, устанавливаемых на настольных системных платах.